# Friedhelm Weick
Friedhelm Weick (* 5. November 1936 in Karlsruhe-Daxlanden; † 30. März 2017 in Bruchsal) war ein deutscher Tierillustrator und Ornithologe. Sein zeichnerischer Schwerpunkt waren die Vögel.

## Leben und Wirken
Bereits als Kind begann Weick, Tiere, Pflanzen und Landschaften zu zeichnen. 1951 machte er eine Lehre als Technischer Zeichner. Ab 1955 war er als Entwicklungskonstrukteur und Konstruktionsleiter in verschiedenen Firmen tätig. Von 1979 bis 1981 absolvierte Weick ein Studium der Gebrauchsgrafik, das er mit Auszeichnung abschloss. Ab 1987 war er für das Staatliche Museum für Naturkunde Karlsruhe als Grafiker tätig, wo er das siebenbändige Werk Die Vögel Baden-Württembergs (Herausgeber: Jochen Hölzinger) illustrierte. Seit 1997 arbeitete Weick als freischaffender Künstler und Autor.
Ab 1969 begann Weick mit dem Illustrieren naturwissenschaftlicher Bücher und Zeitschriften. Seitdem illustrierte er über 120 Werke, darunter das Handbuch der Vögel Mitteleuropas (Herausgeber: Urs N. Glutz von Blotzheim), Die Greifvögel der Welt (Autor: Leslie H. Brown) und A Guide to the Owls of the World (Autor: Claus König). Daneben erschienen seine Zeichnungen und Aquarelle in Zeitschriften wie Wild und Hund, Gefiederte Welt und Der Falke. Weicks Werk wurde auf mehreren internationalen Ausstellungen gezeigt, darunter in Frankreich (1994), in der Schweiz (1997) und in den USA (1998). Von November 2005 bis Januar 2006 widmete ihm das Staatliche Museum für Naturkunde in Karlsruhe die Sonderausstellung „Friedhelm Weick – 50 Jahre Maler der Natur“.

## Mitgliedschaften
1964 wurde Weick Mitglied der Deutschen Ornithologen-Gesellschaft. Daneben hatte er Mitgliedschaften im Verein Sächsischer Ornithologen, im Bundesverband Bildender Künstlerinnen und Künstler (BBK), im Weltarbeitsgruppe für Greifvögel und Eulen e. V. und in der VG Bild-Kunst Bonn. Seit 2008 war er Mitglied des Ornithologische Gesellschaft Baden-Württemberg e. V.

## Nachlass
800 Bilder und Zeichnungen aus Friedhelm Weicks Nachlass wurden 2017 in das Naumann-Museum in Köthen übernommen.

## Werke (Auswahl)
- Leslie H. Brown: Birds of Prey of the World, 1980: Birds of Prey of the World, 1980
- Urs N. Glutz von Blotzheim (Hrsg.): Handbuch der Vögel Mitteleuropas. 1985–1999.
- Friedhelm Weick: Zeichenstudien zur Morphologie und zum Verhalten des Wanderfalken, 1989, Ornith. Jahreshefte, Ludwigsburg/Reutlingen
- Friedhelm Weick: Zur Taxonomie des Wanderfalken, 1990 Beiheft Ökologie der Vögel
- Barbara Bohn, Monika Braun, Siegfried Rietschel: Was draussen flattert, springt und schwimmt: Ein Streifzug durch Museum und Natur, 1991
- Einhard Bezzel: Das Rotkehlchen, 1992
- Ulrich Mahler & Friedhelm Weick: Der Weißstorch, 1994
- Bernd Ulrich Meyburg und Robin Chancellor: Raptor Conservation Today: Proceedings of the IV World Conference on Birds of Prey and Owls, 1994
- Frank Rodgers: Mr. Croc’s Clock, 1999
- Claus König: A Guide to the Owls of the World, 1999
- Oskar Kröher und Friedhelm Weick: Anmut im Federkleid. Heimische Vögel, 2004
- Hans Späth und Otto Thume: Ziegen halten, 2005
- Friedhelm Weick: Owls (Strigiformes): Annotated and Illustrated Checklist, 2006
- Claus König: Owls of the world, 2008
- Friedhelm Weick: Faszinierende Welt der Eulen: Fascinating World of Owls, 2012